# بولات أكودجافا
بولات أوكوجاوا (بالروسية: Була́т Ша́лвович Окуджа́ва، بالجورجية: ბულატ ოკუჯავა) شاعر وكاتب وسيناريست سوفيتي. من رواد حركة المغنين المؤلفين في الاتحاد السوفيتي ومن أبرز ممثليها بين خمسينات وثمانينات القرن العشرين. له أكثر من مئتي أغنية ألّف كلماتها ولحنها وغناها بنفسه. حاز جائزة الإكليل الذهبي في سنة 1967 وجائزة الدولة السوفيتية في سنة 1991.

## سيرته
ولد بولات أوكوجاوا في أسرة شيوعية حيث جاء أبوه وأمه إلى موسكو من تبيليسي للدراسة في الأكاديمية الشيوعية [الإنجليزية]. أبوه جورجي اسمه شالوا أوكوجاوا، وأمه أرمنية اسمها أشخين نالبانديان.
بدأ دراسته الابتدائية في تبيليسي في صف روسي. ثم انتقلت أسرته للعمل في نيجني تاغيل. اعتقل أبوه وأمه في سنة 1937 وأعدم أبوه رمياً بالرصاص في السنة نفسها ونفيت أمه إلى معسكر العمل في قراغندي ولم تعد منه حتى 1955. بعد اعتقال والديه عاد بولات مع جدته إلى موسكو، وفي 1940 انتقل إلى أقاربه في تبيليسي. بعد إتمام المدرسة عمل في مصنع تلميذ خراطة.
سجل بولات أوكوجاوا متطوعاً وأرسل إلى الجبهة أثناء الحرب العالمية الثانية في 1942، عندما كان عمره 17 سنة، وخدم في مدفعية الهاون ثم ضابط إشارة في قوات المدفعية الثقيلة.
بعد الحرب سجل في جامعة تبيليسي الحكومية وتخرج منها في سنة 1950 عمل بعدها معلم مدرسة. صدرت أول مجموعة شعرية له في سنة 1956.
في سنة 1959 انتقل بولات أوكوجاوا إلى موسكو وبدأ ينشد أغانيه ويكتسب شعبية واسعة. أغانيه مستخدمة في نحو ثمانين فيلماً.
كتب عدداً من الروايات التاريخية حول القرن التاسع عشر.
توفي في باريس في 12 يونيو 1997.

## روابط خارجية
- بولات أكودجافا على موقع IMDb (الإنجليزية)
- بولات أكودجافا على موقع مونزينجر (الألمانية)
- بولات أكودجافا على موقع ميوزك برينز (الإنجليزية)
- بولات أكودجافا على موقع أول موفي (الإنجليزية)
- بولات أكودجافا على موقع قاعدة بيانات الأفلام السويدية (السويدية)
- بولات أكودجافا على موقع أول ميوزيك (الإنجليزية)
- بولات أكودجافا على موقع ديسكوغز (الإنجليزية)
- بولات أكودجافا على موقع قاعدة بيانات الفيلم (الإنجليزية)
- بولات أكودجافا على موقع كينوبويسك (الروسية)